# تشيانغ ري (محافظة)
تشيانغ ري أو تنطق شنغ راي (بالتايلاندية: เชียงราย)(بالإنجليزية: Chiang Rai)‏ هي محافظة تقع في أقصى شمال تايلاند. تحدها محافظات فاياو، لامبانغ وتشيانغ مي. ويحدها من الشمال ولاية شيان في ميانمار وبوكيو في لاوس.

## الجغرافيا
متوسط ارتفاع السطح 580 متر. شمال المحافظة يندرج تحت ما يطلق عليه المثلث الذهبي، والذي يغطي الحدود المشتركة بين تايلاند، لاوس وميانمار-عرفت المنطقة بتوترها أمنيا حيث إنها منطقة تهريب المخدرات بين الحدود. ويقع في المحافظة أيضا نهر ميكونغ الذي يجري بمحاذاة لاوس، ونهر ماي ساي. بينما يغطى الجزء الشرقي من المحافظة بالأنهار الجارية، يعرف الجزء الغربي بطبيعته الجبلية. بالرغم من أن هضبة العلم ذات ال 1322 متر لا تعد الأعلى لكن تعتبر الأشهر في المحافظة. كما يعود تاريخ معبد وات فرا ذات توي والذي يقع على قمة الهضبة إلى عام 911م.

## التاريخ
أصبحت تشيانغ ري محافظة عام 1910، بعد أن كانت جزء من مملكة لاناتاي لقرون. وبعد أن انضمت لاناتاي إلى تايلاند، ظلت محافظة ذات حكم ذاتي وكانت تدار من محافظة تشيانغ مي

## التركيبة السكانية
12.5% من السكان يندرجون تحت قومية التل.

## الشعار
شعار المحافظة هو الفيل الأبيض، الرمز الملكي في تايلاند.

## التقسيمات الإدارية
تنقسم المحافظة إلى 18 مقاطعة و 124 بلدية و 1510 قرية
| 1. موانج تشيانغ ري 2. ويانج شاي 3. شيانج كونج 4. ثوينج 5. فان 6. با دايت 7. ماي شان 8. شيانج ساين 9. ماي ساي | 1. ماي سواي 2. ويانج با باو 3. فايا منجراي 4. ويانج كاين 5. كون تان 6. ماي فا لوانج 7. ماي لاو 8. ويانج شيانج رونج 9. دوي لوانج |

## معرض صور

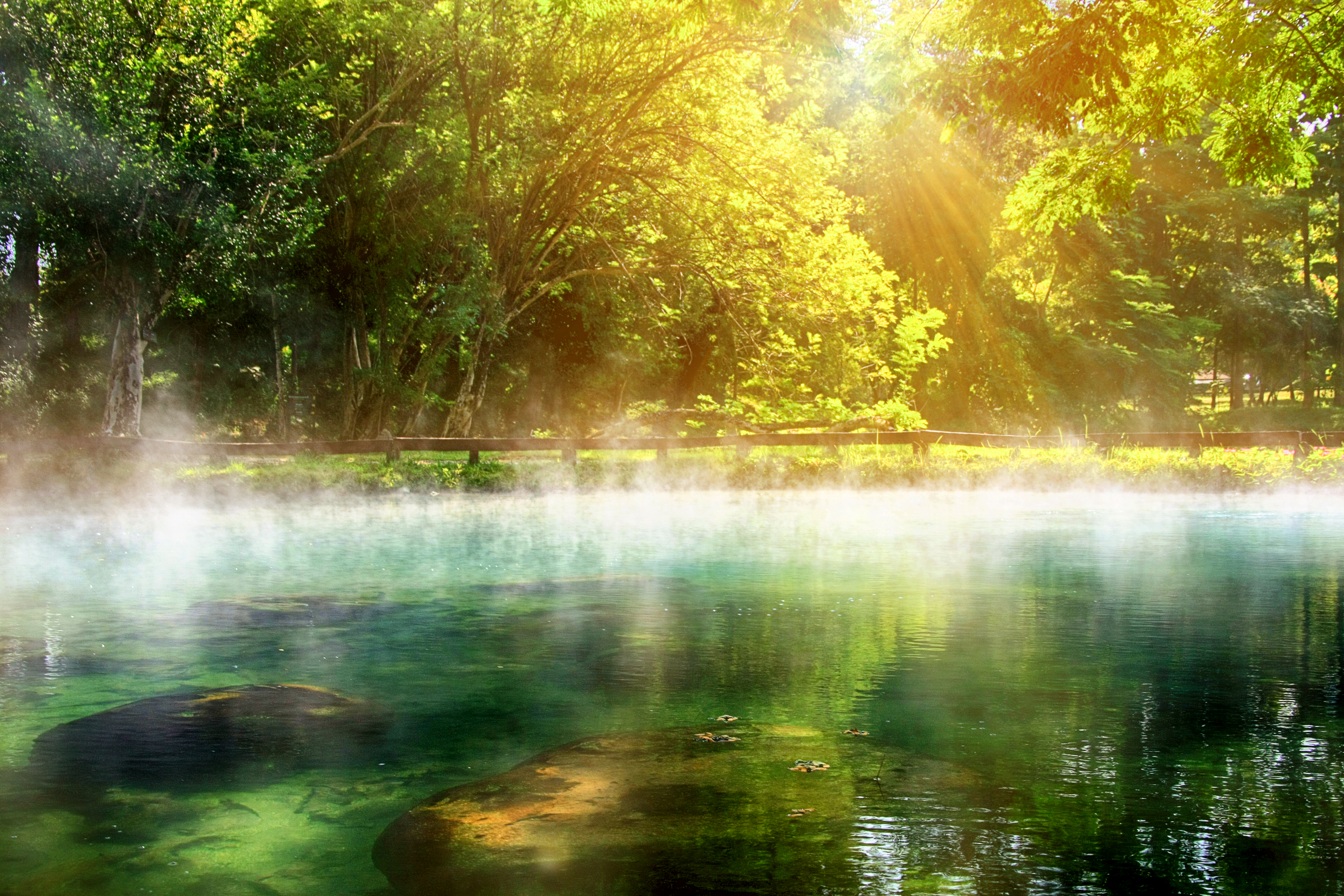
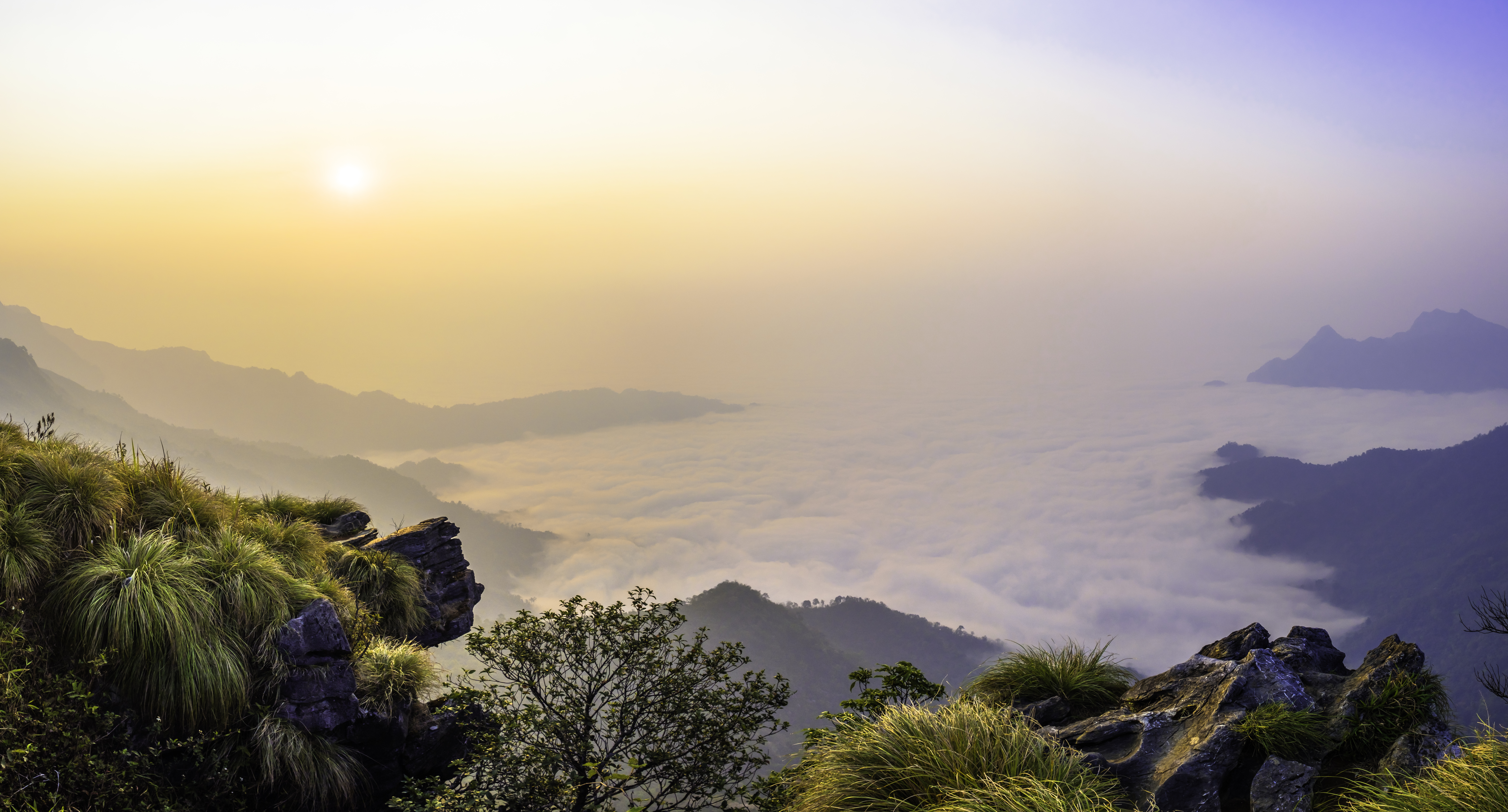
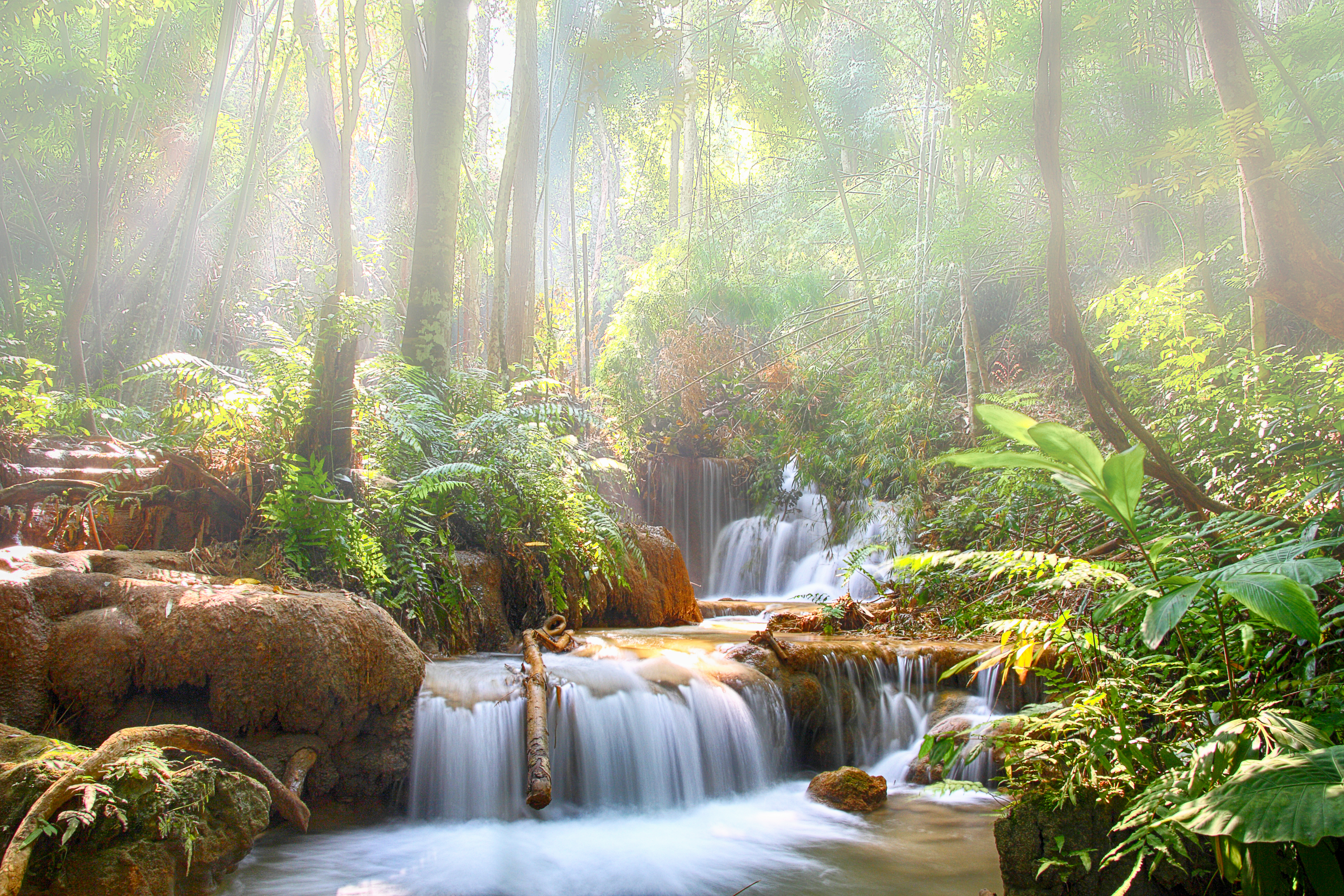

## أعلام
- ويسوت بونبينغ